# In the Court of the Crimson King
In The Court Of The Crimson King (com subtítulo de An Observation by King Crimson) é o álbum de estréia da banda de rock inglesa King Crimson. Foi lançado em 10 de Outubro de 1969 pela Island Records. O álbum é um dos primeiros e mais influentes do rock progressivo, onde foram combinadas as influências musicais nas quais o rock foi fundado com elementos de jazz e da música clássica.

## Produção

### Composição
A música "I Talk to the Wind" foi escrita para o grupo predecessor do King Crimson, Giles, Giles e Fripp (a única música do álbum em que esse era o caso), mas foi mantida pelo King Crimson para mostrar o lado suave do grupo. De acordo com o letrista Peter Sinfield, a música foi influenciada por Joni Mitchell; em uma entrevista de 1997, ele disse que ainda é sua letra favorita.
"The Court of the Crimson King" foi escrita pelo tecladista Ian McDonald e Sinfield para seu grupo anterior, The Creation, e era uma música country antes de se tornar um rock progressivo.

### Gravação
Várias fontes afirmam que King Crimson fez sua estreia ao vivo em 9 de abril de 1969 no The Speakeasy Club em Londres, mas o King Crimson havia feito um show anterior em fevereiro de 1969 no clube Change Is em Newcastle. O show do Speakeasy Club, que Sinfield descreve como o segundo, foi destruído por membros do The Pink Fairies Drinking Club. O King Crimson abriu um show para os Rolling Stones no Hyde Park, em julho de 1969, para cerca de 250.000 a 500.000 pessoas, o que atraiu atenção positiva.
As sessões iniciais do álbum foram realizadas no início de 1969 com o produtor Tony Clarke, mais famoso por seu trabalho com The Moody Blues. Depois que essas sessões não deram certo, o grupo recebeu permissão para produzir o álbum por conta própria. O álbum foi gravado em um gravador de 8 canais de 1" no Wessex Sound Studios em Londres, projetado por Robin Thompson e assistido por Tony Page. A fim de alcançar os sons exuberantes e orquestrais característicos do álbum, Ian McDonald passou muitas horas dobrando camadas de Mellotron e vários instrumentos de sopro e palheta. Em alguns casos, a banda passou por 5 gerações de fitas para atingir faixas com camadas profundas e seguidas.
Enquanto supervisionava um corte de masterização, Ian McDonald descobriu que a cópia mestre tinha um problema e porque as fitas mestre de primeira geração estavam faltando desde 1969, esse problema foi compensado pela EQ até 2002. Fripp especulou que o problema foi causado por engenheiros de masterização incompetentes ou "algumas fitas foram masterizadas em diferentes países em máquinas que não eram muito bem mantidas ou de cópias feitas no país de origem (normalmente EUA ou Reino Unido no caso dorock) onde a segunda máquina foi mantida/monitorada inadequadamente. Essas fitas foram enviadas para países licenciados que não tinham medida adequada de comparação e confiaram no material de origem do escritório da gravadora. Máquinas de fita rodando em diferentes velocidades ocasionalmente resultavam em álbuns alguns segundos mais curtos/longos". As fitas mestre da primeira geração foram encontradas nos arquivos da Virgin em 2002.

## Capa

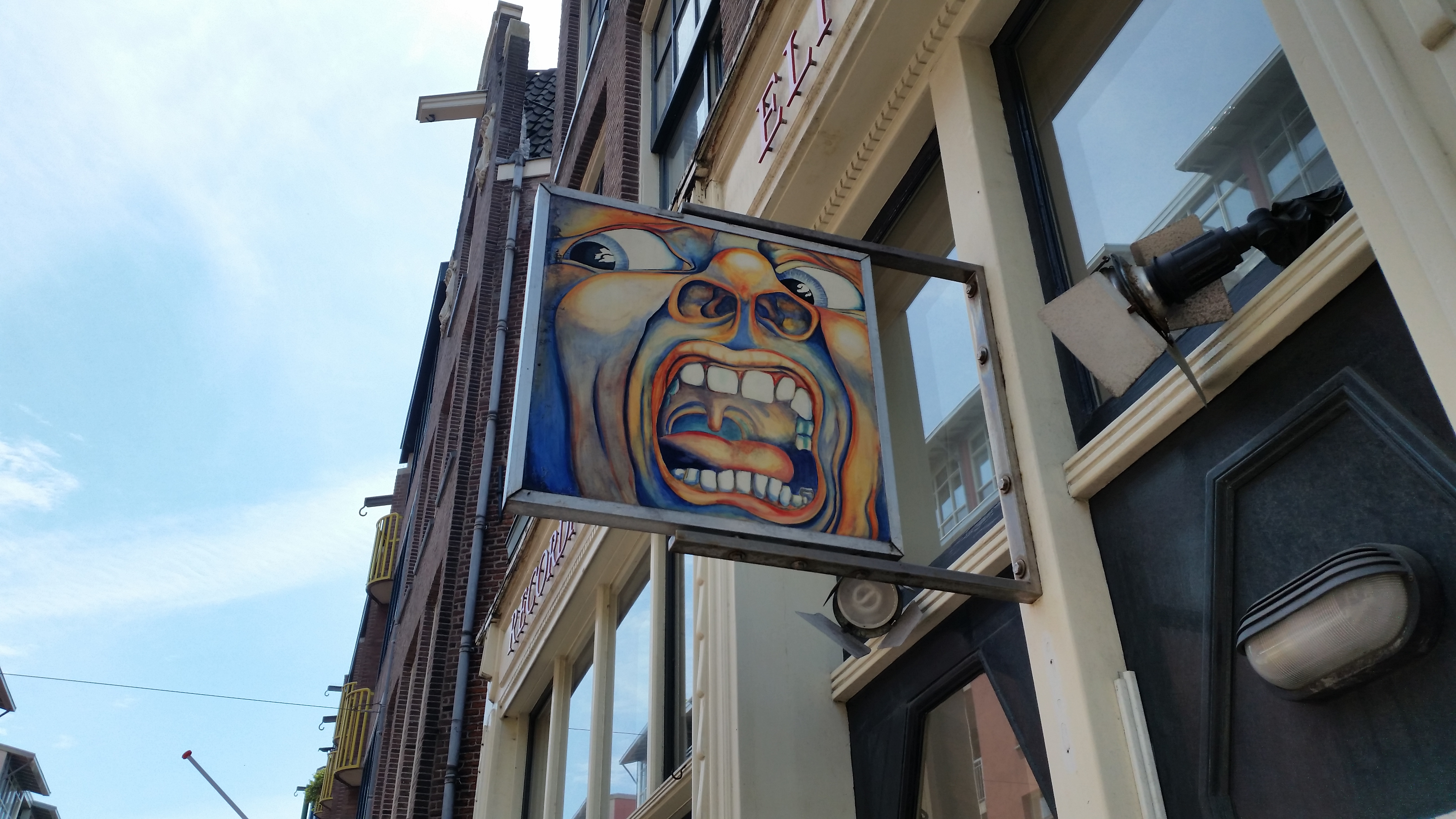
Capa do álbum em uma loja em Amsterdã, Países Baixos

Barry Godber (1946–1970), um programador amigo de Sinfield, pintou o design da capa do álbum. Ele usou seu próprio rosto, visto através de um espelho, como modelo. Godber morreu em Fevereiro de 1970 de um ataque cardíaco, logo após o lançamento do álbum. Foi a capa de seu único álbum; a pintura original é agora propriedade de Robert Fripp. Fripp disse sobre a capa de Godber:
Peter [Sinfield] trouxe esta pintura e a banda adorou. Recentemente, recuperei o original da gravadora porque eles à deixavam exposto sob luz forte, sob risco de estragar, então acabei removendo. O rosto do lado de fora é o Homem Esquizóide, e por dentro é o Rei Carmesim. Se você cobrir o rosto sorridente, os olhos revelam uma tristeza incrível. O que se pode acrescentar? Isso reflete a música.

## Lançamento
O álbum alcançou a posição 5 no UK Albums Chart e a 28 na Billboard 200, onde ganhou certificação Ouro pela Recording Industry Association of America.

## Recepção
| Críticas profissionais        | Críticas profissionais |
| Avaliações da crítica         | Avaliações da crítica  |
| Fonte                         | Avaliação              |
| ----------------------------- | ---------------------- |
| All About Jazz                | [ 18 ]                 |
| AllMusic                      | [ 19 ]                 |
| Classic Rock                  | [ 20 ]                 |
| Encyclopedia of Popular Music | [ 21 ]                 |
| The Great Rock Discography    | 9/10                   |
| Mojo                          | [ 23 ]                 |
| MusicHound                    | [ 24 ]                 |
| Pitchfork                     | 10/10                  |
| The Rolling Stone Album Guide | [ 26 ]                 |
| The Village Voice             | D+                     |

In The Court Of The Crimson King foi aclamado pela imprensa musical britânica. Na NME, Nick Logan disse que embora o álbum não tivesse o impacto de seus shows ao vivo, as diversas influências musicais do pop, jazz e música clássica produziram um resultado "totalmente original e sempre cativante", e afirmando que "King Crimson, nesta exibição, eles têm que ser enormes." Melody Maker também notou que o álbum não capturou totalmente o poder das apresentações ao vivo da banda, mas que "ainda tem um tremendo impacto" e que "este é um que você deveria tentar ouvir". Disc and Music Echo descreveu o álbum como "uma mistura brilhante de melodia e loucura, rápido e lento, atmosférico e elétrico, tudo intensificado pelas palavras de Peter Sinfield". A revista afirmou que "isso deve ser ouvido como uma entidade completa" e concluiu que "estabeleceria King Crimson como um grande talento". Nos Estados Unidos, John Morthland, da Rolling Stone, disse que King Crimson "combinou aspectos de muitas formas musicais para criar um trabalho surreal de força e originalidade". No entanto, o crítico do Village Voice, Robert Christgau, chamou o álbum de "merda ersatz".
Críticas posteriores do álbum foram positivas, com AllMusic elogiando-o, "embora de uma forma profética, King Crimson projetou uma marca mais sombria e ousada de rock pós-psicodélico" em sua crítica original de Lindsay Planer, e chamando-o de "definitivo" e "ousado" em sua revisão atual. Nas críticas do Classic Rock sobre as reedições de King Crimson em 2009, Alexander Milas descreveu como o álbum que "explodiu as portas da convenção musical e consolidou o lugar desses inovadores quintessencialmente britânicos na história do rock de todos os tempos".
Em seu livro Rocking the Classics de 1997, o crítico e musicólogo Edward Macan observa que In the Court of the Crimson King "pode ser o álbum de rock progressivo mais influente já lançado". Macan continuou argumentando que In the Court of the Crimson King apresentou um exemplo de cada elemento significativo de um gênero de rock progressivo maduro. Além disso, Macan menciona que o álbum aglutina tropos e convenções do rock progressivo, alguns dos quais só seriam estabelecidos no futuro, em um único meio congestionável. O impacto desses desenvolvimentos, em seus olhos, é o álbum representando, mas também influenciando o impacto musical geral do rock progressivo como um todo nas próximas décadas. Paul Stump's History of Progressive Rock, publicado no mesmo ano, afirmou que "Se pode-se dizer que o rock progressivo como um gênero discreto teve um ponto de partida, provavelmente é In the Court of the Crimson King. Todos os elementos que caracterizam a maturidade do Progressivo estão presentes: as influências do jazz e do blues são subservientes a um intenso rigor composicional caracterizado por arranjos sinfônicos clássicos ocidentais induzidos por Mellotron... totalmente inofensivo para qualquer ouvinte clássico ou pop." Stump comentou ainda que, embora o álbum seja definido pela sensibilidade de vanguarda e arranjos sutis, ele ainda se comunica por meio da linguagem acessível dos roqueiros.

## Legado

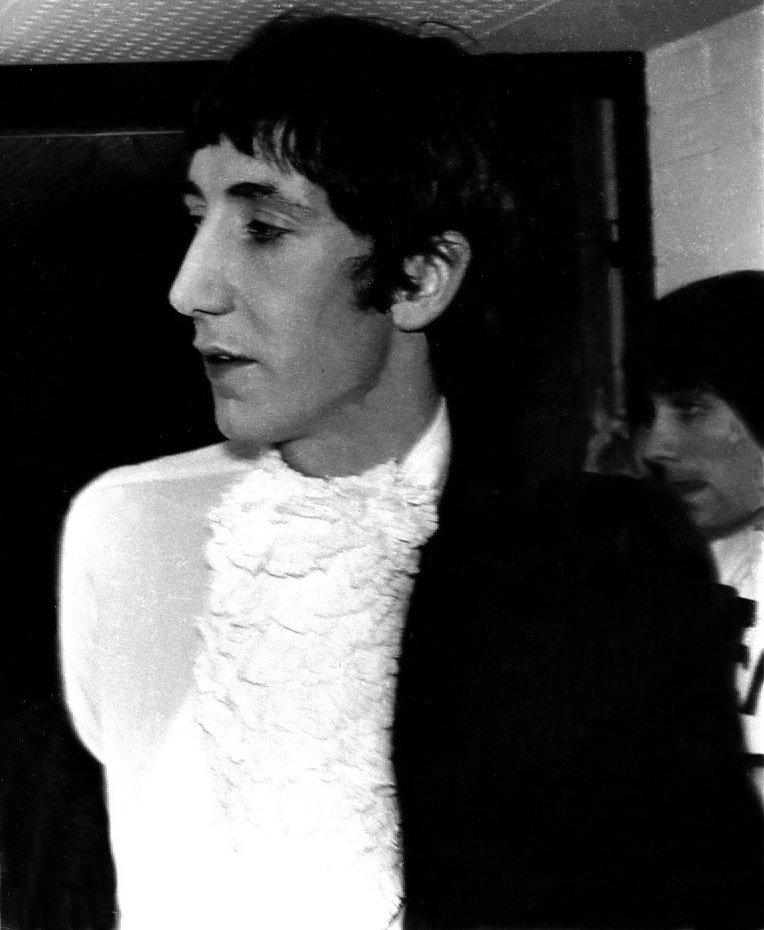
1967 - The Who - Pete Townshend (e Keith Moon ao fundo). Os garotos nos bastidores antes do show em Ludwigshafen, Alemanha.

Pete Townshend, do The Who, foi citado chamando o álbum de "uma obra-prima misteriosa". No Q & Mojo Classic Special Edition Pink Floyd & The Story of Prog Rock, o álbum ficou em quarto lugar em sua lista de "40 álbuns de rock cósmico". O álbum foi nomeado como um dos "50 álbuns que construíram o rock progressivo" da revista Classic Rock. Em 2014, os leitores da Rhythm o elegeram como o oitavo maior álbum de bateria da história do rock progressivo. Em 2015, a Rolling Stone nomeou In The Court Of The Crimson King o segundo maior álbum de rock progressivo de todos os tempos, atrás de The Dark Side of the Moon do Pink Floyd. O álbum também faz parte do livro 1001 Albums You Must Hear Before You Die. Foi eleito o número 193 em All Time Top 1000 Albums de Colin Larkin.
O artista de rap Kanye West usou samples de "21st Century Schizoid Man" em sua canção "POWER", de seu álbum de 2010 My Beautiful Dark Twisted Fantasy. Em um processo de 2022 da Declan Colgan Music Ltd, os proprietários da licença mecânica da música alegaram que West a havia sampleada sem licença.
O mangaká japonês Hirohiko Araki, em homenagem ao álbum, nomeou o stand "King Crimson" do principal antagonista Diavolo, do quinto arco "Golden Wind" da série de mangá JoJo no Kimyo na Boken.

## Lista De Faixas
| Lado Um        |                                                                         |         |  |
| N.º            | Título                                                                  | Duração |  |
| 1.             | "21st Century Schizoid Man (including "Mirrors")"                       | 7:24    |  |
| 2.             | "I Talk to the Wind"                                                    | 6:04    |  |
| 3.             | "Epitaph (including "March for No Reason" and "Tomorrow and Tomorrow")" | 8:49    |  |
| Duração total: | Duração total:                                                          | 22:17   |  |

| Lado Dois      |                                                                                                   |         |  |
| N.º            | Título                                                                                            | Duração |  |
| 4.             | "Moonchild (including "The Dream and The Illusion")"                                              | 12:13   |  |
| 5.             | "The Court of the Crimson King (including "Return of the Fire Witch" and "Dance of the Puppets")" | 9:26*   |  |
| Duração total: | Duração total:                                                                                    | 21:39   |  |

- Após o final de The Court of the Crimson King, há uma faixa oculta das 9:41 às 10:00 em algumas prensagens.[43]
- Os tempos na capa interna das impressões originais, dando um tempo total do álbum de 41:59, estão incorretos.

## Ficha Técnica
King Crimson
- Greg Lake – vocais, baixo, produção
- Robert Fripp – guitara elétrica, guitarra acústica, produção
- Ian McDonald – saxofone, flauta, clarinete, clarinete baixo, Mellotron, cravo, piano, órgão, vibrafone, backing vocals, produção
- Michael Giles – bateria, percussão, backing vocals, produção
- Peter Sinfield – letras, iluminação, produção

Produção
- Robin Thompson – engenheiro de gravação
- Tony Page – engenheiro assistente
- Barry Godber – arte da capa[44]